# Elecciones estatales de Penang de 1999
Las elecciones estatales de Penang de 1999 tuvieron lugar el 29 de noviembre del mencionado año con el objetivo de renovar los 33 escaños de la Asamblea Legislativa Estatal, que a su vez investiría a un Ministro Principal para el período 1999-2004, a no ser que se realizaran elecciones anticipadas en ese período. Al igual que todas las elecciones estatales de Penang, tuvieron lugar al mismo tiempo que las elecciones federales para el Dewan Rakyat de Malasia a nivel nacional.
Triunfó la coalición Barisan Nasional (Frente Nacional), liderado en Penang por el Partido del Movimiento Popular Malasio (Gerakan), por octava vez consecutiva con el 58.54% del voto popular y 30 de los 33 escaños de la Asamblea. Los tres principales partidos de la oposición, el Partido de Acción Democrática (DAP), el Partido Islámico Panmalayo (PAS), y el Partido de la Justicia Nacional (KEADILAN), unidos en la coalición Barisan Alternatif (Frente Alternativo) no pudieron representar un contrapeso coherente y aunque lograron capitalizar casi todo el voto opositor, con un 41.20%, la formación solo obtuvo tres escaños, uno para cada uno de los tres partidos. La participación fue del 75.48% del electorado registrado.
Con este resultado, Koh Tsu Koon resultó reelecto para su tercer mandato como Ministro Principal. El líder opositor, Lim Kit Siang, resultó derrotado tanto en su circunscripción federal como estatal, perdiendo también el cargo de Líder de la Oposición Federal.

## Resultados
|  | 21.79 % |

|  | 30.30 % |

|  | 19.07 % |

|  | 27.27 % |

|  | 15.78 % |

|  | 30.30 % |

|  | 1.90 % |

|  | 3.03 % |

|  | 58.54 % |

|  | 90.91 % |

|  | 20.69 % |

|  | 3.03 % |

|  | 13.94 % |

|  | 3.03 % |

|  | 6.57 % |

|  | 3.03 % |

|  | 41.20 % |

|  | 8.09 % |

|  | 0.22 % |

|  | 0.00 % |

|  | 0.04 % |

|  | 0.00 % |

|  | 97.62 % |

|  | 2.15 % |

|  | 0.23 % |

|  | 100.00 % |

|  | 75.48 % |